# OTOR
OTOR (англ. Otoraplin) – білок, який кодується однойменним геном, розташованим у людей на короткому плечі 20-ї хромосоми. Довжина поліпептидного ланцюга білка становить 128 амінокислот, а молекулярна маса — 14 332.
| 10         |  | 20         |  | 30         |  | 40         |  | 50         |
| ---------- |  | ---------- |  | ---------- |  | ---------- |  | ---------- |
| MARILLLFLP |  | GLVAVCAVHG |  | IFMDRLASKK |  | LCADDECVYT |  | ISLASAQEDY |
| NAPDCRFINV |  | KKGQQIYVYS |  | KLVKENGAGE |  | FWAGSVYGDG |  | QDEMGVVGYF |
| PRNLVKEQRV |  | YQEATKEVPT |  | TDIDFFCE   |  |            |  |            |

A: Аланін

C: Цистеїн

D: Аспарагінова кислота

E: Глутамінова кислота

F: Фенілаланін

G: Гліцин

H: Гістидин

I: Ізолейцин

K: Лізин

L: Лейцин

M: Метіонін

N: Аспарагін

P: Пролін

Q: Глутамін

R: Аргінін

S: Серин

T: Треонін

V: Валін

W: Триптофан

Секретований назовні.